# Тайные намерения
Тайные намерения (исп. Las secretas intenciones) — мексиканская 75-серийная мелодрама 1992 года производство телекомпании Televisa.

## Сюжет
Лариса Карденал Вега — 21-летняя молодая женщина. Клара — ее старшая сестра, которая её очень любит. Оба являются дочерьми Карлоса и Оливии Вега Карденаль. Их отец Карлос Карденаль — выдающиеся мексиканский архитектор.
Мигель Анхель Куриэль Артеага — 19 летний молодой мужчина, яркий и дружелюбный, сын Хосе Мануэля Куриэля, занимающего должность исполнительного директора, управляющей компании своего тестя Оскара Артеаги и его супруги Каролины Артеаги де Куриэль, легкомысленной и незрелой женщины. Мигель Анхель хранит какой-то старый секрет, из-за чего Мигель Анхель и Лариса живут в разных семейных конфликтах, которые приводит их в клинику, которой управляет доктор Даниэль Бакер.
Доктор Бакер работает в своей клинике со своим коллегой Гилберто Фуэнтесом, недобросовестным человеком, который скрывает какой-то секрет. Там также работает Эсперанса, медсестра, скрывающая тайну любви.
Антониета Алькантара всегда жила рядом с Саграрио, ее больной матерью, которая глубоко возмущена ею за то, что она родилась на свет. В поездке она встретила Карлоса Карденала, и у обоих случился страстный роман, однако Карлос решил порвать с ней, предпочитая семейную жизнь.
Чёрная полоса преследует Антониету одна за другой — после размолвки с Карлосом, у той скончалась её родная мать Саграрио, не выдержав мучительных испытаний, она попала в психиатрическую клинику, где она провела месяц с целью реабилитации. Находясь на лечении, она обнаружила, что Лариса является дочерью Карлоса и решает использовать её в качестве инструмента, чтобы отомстить за отказ Карлоса жениться на ней, прибегая ко всем средствам, чтобы разлучить ее с Мигелем Анхелем, раскрыв тем самым ее «тайные намерения».

## Создатели телесериала

### В ролях
- Елена Рохо — Антониета Алькантара
- Иоланда Андраде — Лариса Карденаль Вега
- Кристиан Кастро — Мигель Анхель Куриэль Артеага
- Алехандра Прокуна — Клара Карденаль Вега
- Орландо Каррио — Карлос Карденаль
- Сильвия Паскуэль — Оливия Вега де Карденаль
- Энрике Роча — доктор Даниэль Бакэр
- Бланка Санчес — Каролина Артеага де Куриэль
- Клаудио Брук — Оскар Артеага
- Хуан Карлос Коломбо — Хосе Мануэль Куриэль
- Лаура Альмела — Георгина Алькантара
- Родольфо Ариас — Сальвадор «Чава»
- Фелипе Касильяс — Нестор
- Хуан Анхель Эспарса — Гильермо
- Андрес Гарсия младший — Артуро
- Леонор Льяусас — Эмма
- Давид Остроски — доктор Хильберто Фуэнтес
- Лео Рохо — Густаво
- Нинон Севилья — Хульета
- Палома Волрич — Маргарита
- Мариагна Пратс — Эсперанса
- Дарио Пие — Рамон
- Хосе Луис Ябер
- Дора Кордеро — Фатима
- Сара Лопес
- Астрид Хадад
- Рикардо Вера
- Анна Чокетти — Диана
- Хосе Акоста
- Мигель Серрос
- Рикардо Сильва — Маурисио
- Мерседес Гиронелья — Хуанита
- Поло Саласар
- Худит Аркиньега
- Вероника Лангер — Пати
- Алехандра Леон — Мари
- Консуэло Дуваль — Кончита
- Марибель Пальмер — Хема Феррейрас

### Административная группа
- оригинальный текст совместно с адаптацией: Альберто Рудич
- литературный редактор: Умберто Роблес
- начальная тема заставки: Las secretas intenciones
- автор текста песни и композитор: Аннетт Фрадера
- финальная тема заставки: Agua nueva
- вокал: Кристиан Кастро (обе песни к заставкам)
- сценография: Хуан Антонио Сагредо, Хосе Гуадалупе Сориано
- начальники места съёмок: Октавио Альтамирано, Габриэла Лосано
- художница по костюмам: Мерседес Гонсалес Куэто
- редактор: Хесус Нахера Саро
- начальники производства: Хуан Наполес, Аарон Гутьеррес, Энрике Тельес
- координатор производства: Марикармен Сола
- менеджер по производству: Хуан Мануэль Ороско
- оператор-постановщик: Карлос Санчес Суньига
- второй оператор: Хорхе Мигель Вальдес
- режиссер-постановщик: Франсиско Франко
- второй режиссёр: Альфредо Гуррола
- ассоциированный продюсер: Майка Бернард
- продюсер: Луси Ороско

## Награды и премии

### TVyNovelas(2 из 3)
| Номинация                 | Персона         | Итоги премии |
| ------------------------- | --------------- | ------------ |
| Лучшая актриса            | Елена Рохо      | Номинация    |
| Лучшее женское откровение | Иоланда Андраде | Победа       |
| Лучшее мужское откровение | Кристиан Кастро | Победа       |